# 布袋魍港太聖宮媽祖神像
布袋魍港太聖宮媽祖神像，是供奉在臺灣嘉義縣布袋鎮好美里太聖宮的明朝文物，列為嘉義縣文化資產、中華民國重要古物。成大教授石萬壽等多位專家考證，推測有400年以上的歷史。

## 由來
舊稱為「魍港」的布袋鎮好美里虎尾寮在1623年荷蘭人繪的大員海域航海圖就已是臺灣的重要港口。據石萬壽調查，明朝時鄭芝龍以魍港為基地，建天后宮供奉魍港媽祖神像。該樟木神像長25公分、寬23公分、高54公分。塗彩有三層以上髹漆，最下層類似礦物彩，運用披土、裱紙與漆線等泉州派工藝手法。其造型為坐姿，頭戴高頂冠冕，手呈上朝式，著大寬袖衣衫、腰繫革帶、霞帔、雲肩、蔽膝。服飾與明代晚期命婦二品女官的服飾形象較為相近。臉型為明末風格，與清朝相比為較長的瓜子臉，神情威嚴，身體較長，且座椅較小。冕疏有七條，若清朝神像時已封天上聖母，應為九條。該像之所以連同座椅雕成，經考證是航海人專用的神像，才不會因海船搖晃致傾倒。

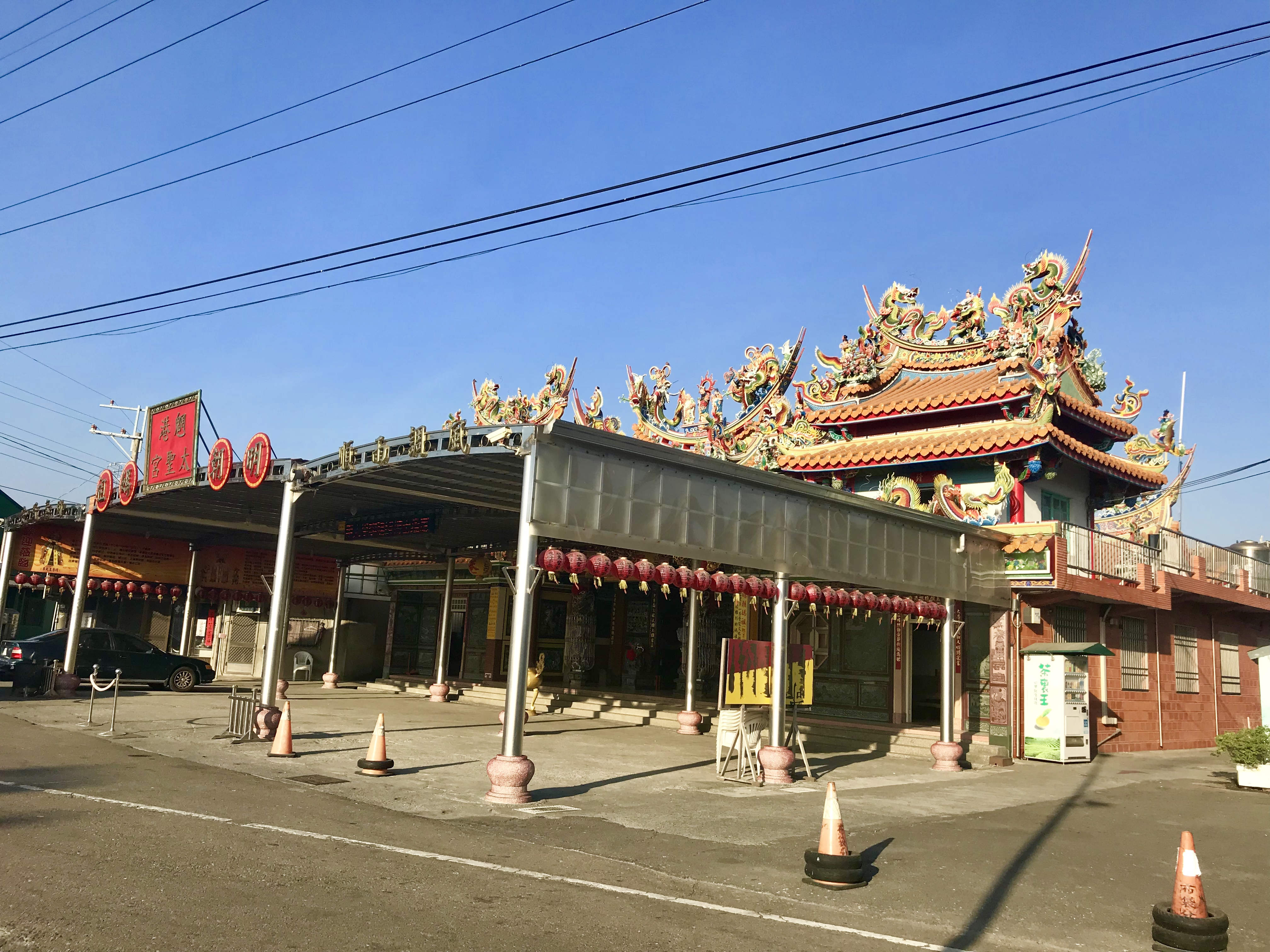
布袋魍港太聖宮

一次廟宇被颶風吹毀，魍港媽祖神像移入青峰闕砲台內供奉，遂得「衙門媽」之稱。1966年，地方建立太聖宮供奉，直至1976年才落成。

## 認證
石萬壽曾到太聖宮研究此媽祖像，卻被廟公擋駕，信徒蔡國賢及時來電話通知，方能進行研究。1990年，北港朝天宮和新港奉天宮在爭論台灣媽祖信仰的歷史地位，新港文教基金會特別邀請石萬壽，結果說出魍港媽祖神像在臺灣本島最具歷史。
1994年10月16日，石萬壽在太聖宮舉行魍港太聖宮開台媽祖研究發表會，除了縣長李雅景到場外，還有曾振農、翁重鈞、蔡式淵三位立委，省議員陳明文、縣議員蔡明宏、邱再留、陳德忠、鎮長蔡長雄、省漁會理事蕭世豐、嘉義區漁會總幹事蔡祝河、國民黨布袋鎮黨部主任阮文東等到場。
1995年10月20日，在曾振農的協助下，文獻會到太聖宮了解，由於鑑定權責單位是教育部，地方再向教育部反映。次月28日，教育部委託黃永川、阮昌銳、莊伯和等三位教授到場鑑定，證實這尊媽祖聖像是明朝年間的作品。
2015年2月，該像列為嘉義縣文化資產一般古物。次年，縣文化觀光局委託逢甲大學歷史與文物研究所副教授李建緯，以歷史、藝術及科學方式考究檢測，證實確為明代製作，且可能是台灣現存僅見的明代樣式媽祖神像，嘉縣文化資產審議委員會決議提送文化部審議為重要古物。
2019年1月29日，魍港媽祖神像獲文化部指定為國家重要古物，並推論年代為明末清初的作品。4月20日，頒發重要古物授證時，林陵三也到場參拜。

## 祭祀
信徒相信此像能治病，凡急難病症，經童乩指示將媽祖座底，剔一薄片和藥煎服。
好美里的漁民認為海岸線無主海灘是媽祖的財產，所以若有討海糾紛就請媽祖裁奪，在海灘潮汐帶撈捕魚苗就在太聖宮裡投標，最高金額奪標者，才有捕撈權。在媽祖誕辰前一天午時，居民會帶著太子爺、五府千歲、五王等諸神明，並以此媽祖殿後，一路往好美漁港前進作祭祀。
林陵三在2003年到二水鄉定覺寺參拜，突然有起乩說魍港太聖宮媽祖要求改善魍港當地的路燈、交通。後來他由隨扈透過「八號分機」協助才找太聖宮，從此每年媽祖誕辰，都會到太聖宮為媽祖祝壽。